# 斑鰭纓鬚鰍
斑鰭纓鬚鰍（学名：Syncrossus beauforti）为輻鰭魚綱鯉形目沙鳅科纓鬚鰍属的鱼类，為熱帶淡水魚，分布于亞洲泰国湄南河、湄公河、馬來半島北部等流域，體長可達25公分，常栖息于江边砂底浅滩河段，以軟體動物及甲殼類為食，可作為觀賞魚及食用魚，無法忍受硝酸鹽。该物种的模式产地在泰国。

## 扩展阅读
維基物種上的相關：斑鰭纓鬚鰍